# Xylota splendens
Xylota splendens är en tvåvingeart som beskrevs av Tokuichi Shiraki 1968. Xylota splendens ingår i släktet vedblomflugor, och familjen blomflugor. Inga underarter finns listade i Catalogue of Life.